# Schulmuseum Bad Leonfelden

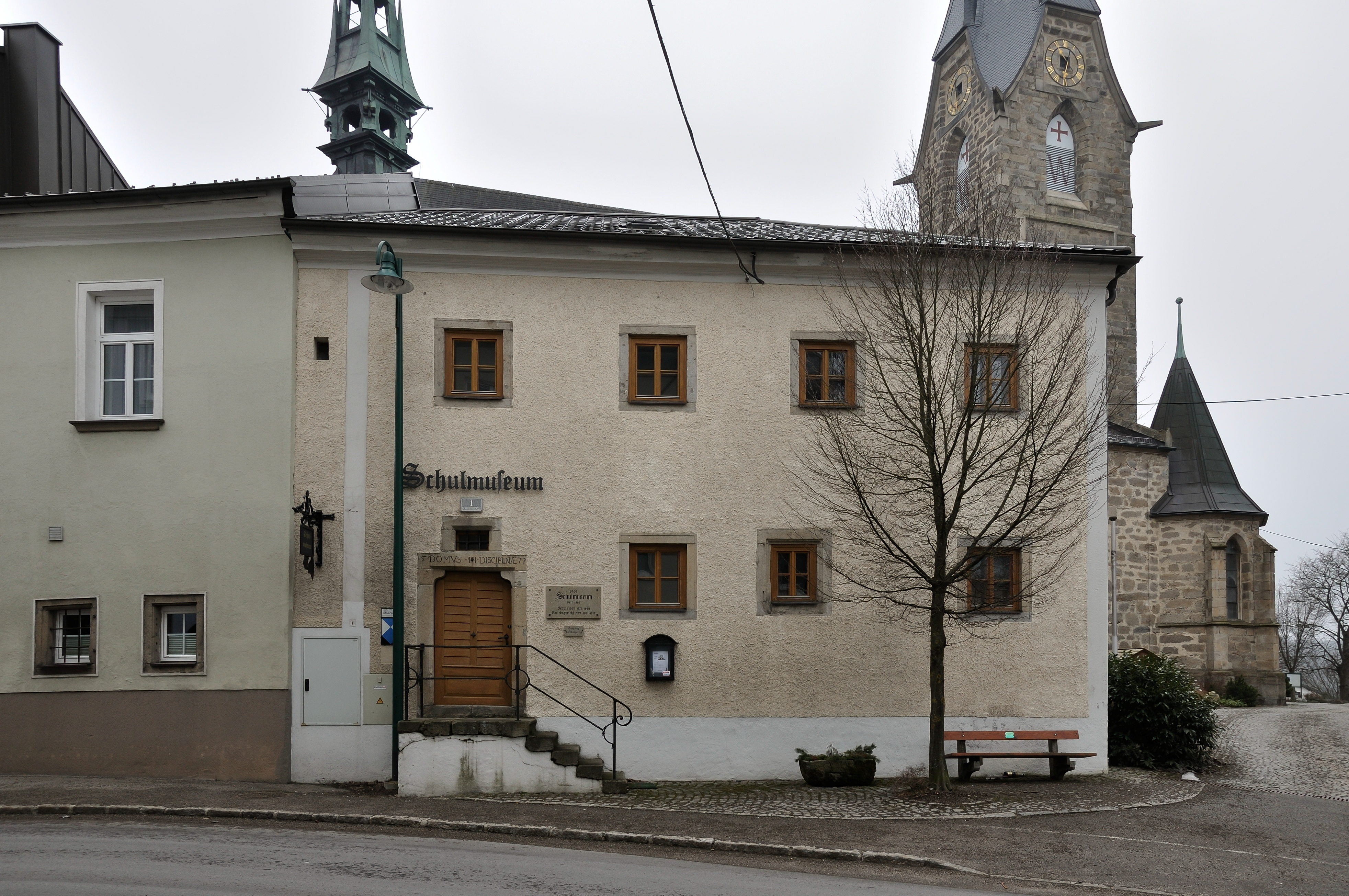
Schulmuseum

Das Schulmuseum Bad Leonfelden ist ein Museum zur schulpädagogischen Entwicklungsgeschichte in Bad Leonfelden. Es ist im denkmalgeschützten, ehemaligen Schulhaus (Listeneintrag) untergebracht, das von 1577 bis 1850 für den Schulbetrieb genutzt wurde.

## Geschichte

### Geschichte des Schulhauses
Im Jahr 1514 wurde in Bad Leonfelden erstmals ein Schulmeister mitsamt Gehilfen schriftlich erwähnt. Laut Inschrift wurde das Gebäude im Jahr 1577 als „Domus Disciplinae“ (Haus der Bildung) von den damals weitgehend protestantischen Bürgern des Marktes an das Leonfeldener Rathaus und das „Kantner-Stöckl“ mit einer Schulstube, einschließlich einer Lehrer-Mesner-Wohnung, in Richtung Pfarrhof errichtet. Es zählt somit zu einem der ältesten noch erhaltenen Schulgebäude von Oberösterreich. Mit der Einführung der Allgemeinen Schulpflicht durch Maria Theresia am 6. Dezember 1774 wurde die Schule zur „Trivialschule“, nunmehr als „Markt- und Pfarrschule“ bezeichnet. 1785 wurde das Schulhaus aufgestockt.
Im Jahr 1850 wurde im Rathaus und im Schulhaus das Bezirksgericht Leonfelden installiert. Der Schulbetrieb übersiedelte vorübergehend in das Binderhaus Leonfelden Nr. 35, bevor 1853 das neu erbaute Schulgebäude am Kirchenplatz bezogen werden konnte. Im Parterre des Schulhauses wurden vier Gefängniszellen eingerichtet, im oberen Stockwerk wohnte der Richter. Nach der Übersiedlung des Bezirksgerichts um 1912 wurden im Schulhaus der Mesner und Beamte sowie ein Geschäftslokal untergebracht.

### Museumsgeschichte
Die Initiative zur Gründung eines Schulmuseums ging vom Bezirksschulrat Urfahr-Umgebung aus und reicht bis in das Jahr 1980 zurück. Eine Gruppe engagierter Lehrer engagierte sich bei der Sanierung des vom Abriss bedrohten Gebäudes und bei der Errichtung des Museums, das 1988 eröffnet wurde und im Jahre 2002 seinen räumlichen Endausbau erreichte. 2002 erfolgte auch die offizielle Ernennung zum „Oberösterreichischen Schulmuseum“.
2006 wurde dem Museum erstmals das Österreichische Museumsgütesiegel verliehen.
Im Jahr 2010 erhielt das Schulmuseum den Österreichischen Museumsaward für den Ausstellungsbereich „Schule unterm Hakenkreuz“, in dem mit vielen Originalobjekten die Instrumentalisierung und Vereinnahmung der Schuljugend in einem totalitär geführten Staat erklärt wird.

### Obleute
- 1991–2017: Norbert Frühmann
- 2017–2018: Franz Weißenböck
- 2018–2021: Wilhelm J. Hochreiter
- seit 2021: Benno Hofer

## Gebäude
Das zweigeschoßige Bauwerk mit schulterbogigen Portalen wurde 1785 auf seine heutige Höhe aufgestockt. Es besitzt im Inneren als Tonnen- bzw. Stichkappentonnen ausgeführte Gewölbe, wobei letztere aus dem 17. Jahrhundert stammen. In einem Raum des Schulmuseums befindet sich eine Riemlingdecke über Rüstbaum, der sekundär zudem von einer Steinsäule gestützt wird. Die Eisentüren der Kamine stammen aus dem 18. Jahrhundert.

## Ausstattung
Im Urzustand noch erhalten sind der Klassenraum, die sanitäre Ausstattung, der Schulkarzer und die teilweise spätgotischen Fensterrahmungen.
Schwerpunkte der Präsentation bilden unter anderem die Einführung der Schulpflicht durch Kaiserin Maria Theresia, das Zeugniswesen und die Leistungsbeurteilung im Wandel der Zeit sowie das Berufsbild des Lehrers im Laufe der Geschichte. Eine umfangreiche Lehrmittelsammlung, Schulbücher und Schulwandkarten des 19. Jahrhunderts erläutern die unterschiedliche Unterrichtsmethodik, die im Schulalltag vergangener Zeiten zur Anwendung kam. Die Entwicklung des Lesebuchs sowie die Entstehung der Schrift und der verschiedenen Schreibgeräte vom römischen Stilus zur Füllfeder bilden weitere Eckpunkte der Präsentation.
Ein besonderes Ausstellungsstück ist ein ABC-Täfelchen aus dem 18. Jahrhundert. Ein Lebkuchen mit ABC, das Buch der Ehre aus dem 19. Jahrhundert sowie Fleißbilder veranschaulichen deutlich, wie die Kinder in früheren Jahrhunderten zum Schulbesuch und zum Lernen motiviert wurden. 
Speziell für Schüler und Lehrpersonal der 3. und 4. Schulstufe stellt das Museum lehrplangerechtes Material zur Vor- und Nachbereitung des Museumsbesuches zur Verfügung (Merkstoff, Quiz, Fleißbildchen für die Besten).
Das Museum besitzt seit dem 19. Oktober 2006 das Österreichische Museumsgütesiegel.

## Varia
- Das Schulmuseum diente als Drehort für den Pausenfilm zum Neujahrskonzert der Wiener Philharmoniker 2024.